# Obolcola megaspilata
Obolcola megaspilata là một loài bướm đêm trong họ Geometridae.